# Окре

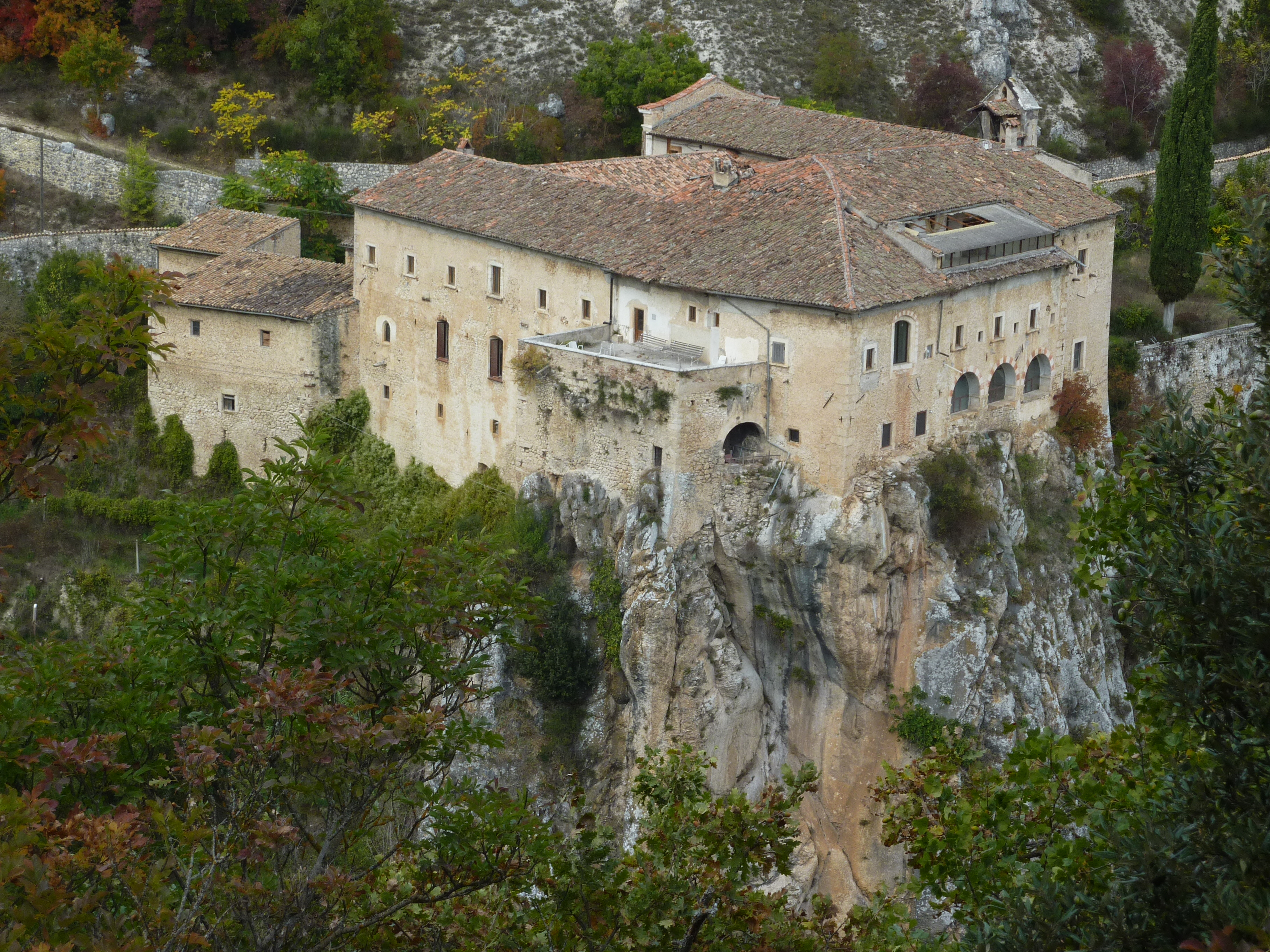
Монастырь св.Ангела

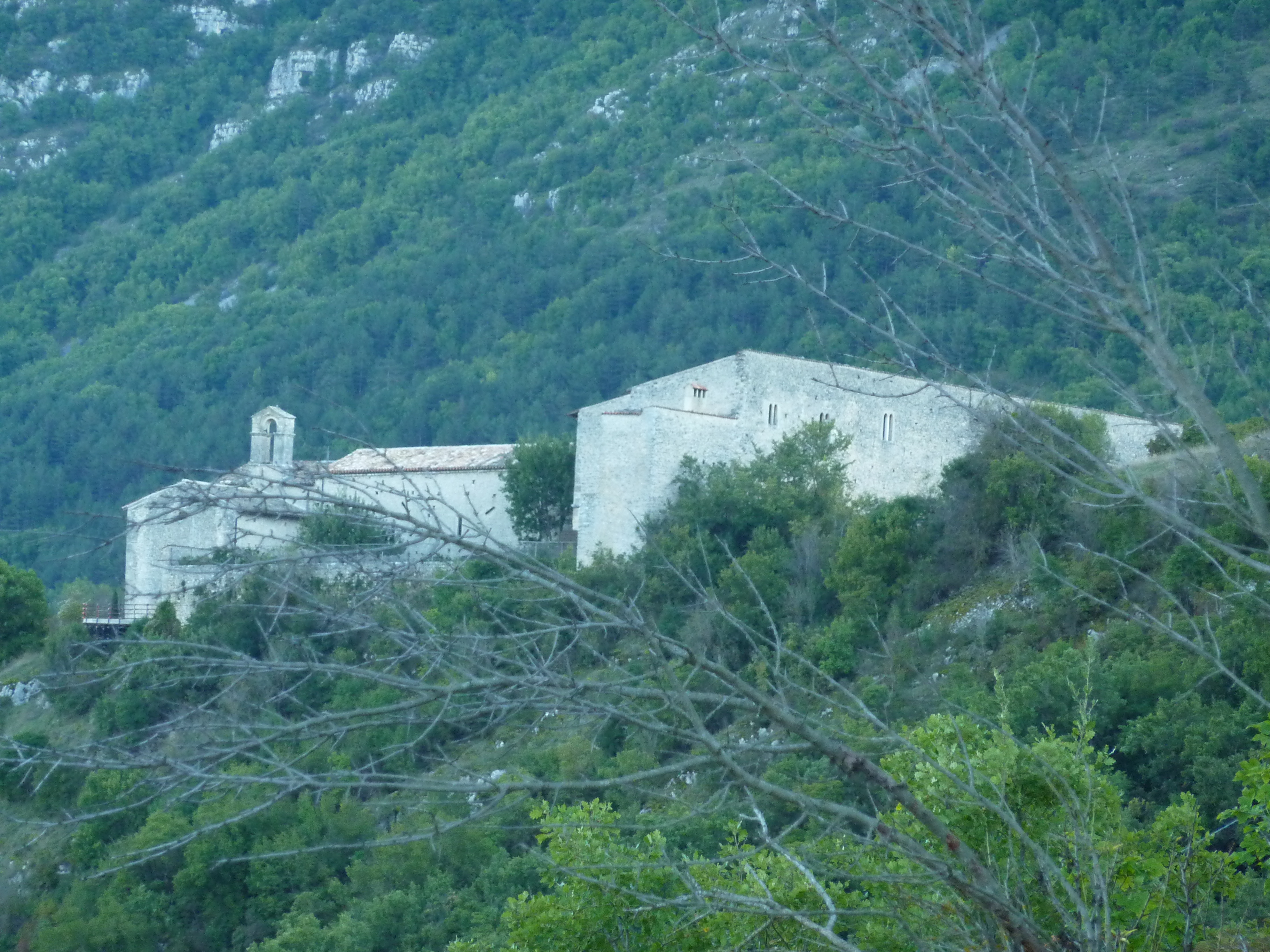
Монастырь Святого Духа

Окре (итал. Ocre) — коммуна в Италии, располагается в регионе Абруццо, в провинции Л’Акуила.
Население составляет 1063 человека (2008 г.), плотность населения составляет 45 чел./км². Занимает площадь 24 км². Почтовый индекс — 67040. Телефонный код — 0862.
Покровителем коммуны почитается святой апостол Пётр. День города празднуется 28 апреля.

## Демография
Динамика населения:

## Администрация коммуны
- Официальный сайт: http://www.comunediocre.it/ Архивная копия от 2 мая 2010 на Wayback Machine